# Punomys kofordi
Espèce
Statut de conservation UICN

 NT  : Quasi menacé
Punomys kofordi est une espèce de rongeurs de la famille des Cricetidae endémique du Pérou.

## Répartition et habitat
Cette espèce est endémique au Sud du Pérou. On la trouve entre 4 500 et 4 800 m d'altitude. Elle vit dans des microhabitats humides dans la puna.

## Description
L'holotype de Punomys kofordi, une femelle adulte, mesure 215 mm de longueur totale dont 74 mm pour la queue. 

## Étymologie
Son nom spécifique, kofordi, lui a été donné en l'honneur de Carl Buckingham Koford (d) (1915-1979), zoologiste américain qui a collecté les seuls spécimens connus au Pérou.

## Publication originale
- (en) V. Pacheco et J. L. Patton, « A new species of the Puna mouse, genus Punomys Osgood, 1943 (Muridae, Sigmodontinae) from the Southeastern Andes of Peru », Zeitschrift für Säugetierkunde, Elsevier, vol. 60,‎ 1995, p. 85-96 (ISSN 0044-3468, lire en ligne).